# Приовражный (Волгоградская область)
Приовражный — посёлок в Новониколаевском районе Волгоградской области. Входит в состав Хопёрского сельского поселения.

## История
В 1966 году Указом Президиума ВС РСФСР поселок отделения № 1 совхоза «Хопёрский» переименован в Приовражный.

## Население
| 2010 |
| ---- |
| 28   |

## Инфраструктура
Развитое сельское хозяйство, действовало отделение совхоза «Хопёрский». Личное подсобное хозяйство.

## Транспорт
Просёлочные дороги.